# Herbert Coward
Herbert Lee „Cowboy“ Coward (* 21. August 1938 in Haywood County, North Carolina; † 24. Januar 2024 ebenda) war ein US-amerikanischer Schauspieler. Er spielte einen der beiden sadistischen Bergmänner in John Boormans Film Beim Sterben ist jeder der Erste von 1972 (mit Bill McKinney) – einige der Filmzitate wurden in der Popkultur berühmt.

## Leben
Coward wurde 1938 als letztes Kind von Fred Elmer Coward und Moody Nicholson Parker geboren; der Vater arbeitete unter anderem auf einer Obstplantage und als Bediener schwerer Maschinen, um die Großfamilie zu versorgen. Herbert hatte sechs Brüder und drei Schwestern. Die Mutter starb in jungen Jahren, so dass er die Schule verließ und eine Reihe von Gelegenheitsjobs annahm, um die Familie zu unterstützen. Nachdem er am 6. August 1960 Dorothy Eileen Ledford geheiratet und beide kurzzeitig in Raleigh gelebt hatten, zog er mit seiner Frau zurück in die Berge, als diese Heimweh bekam. Das Paar hatte vier Kinder und war bis zu ihrem Tod am 6. September 2011 verheiratet.
Am 24. Januar 2024 kamen Coward, seine Freundin Bertha Brooks, ihr Chihuahua und ihr zahmes Eichhörnchen ums Leben, als ihr Fahrzeug auf dem Highway 19 zwischen Clyde und Canton, North Carolina, mit einem Lastwagen zusammenstieß; weder Coward noch Brooks waren angeschnallt. Er wurde 85 Jahre alt.

## Karriere
Nach seiner Rückkehr aus Raleigh bot ein Freund Coward einen Job als Revolverheld im Old West-Vergnügungspark Ghost Town in Maggie Valley an. Während eines Auftritts wurden ihm bei einem Unfall mit einer Requisitenpistole zwei Schneidezähne ausgeschlagen. Bekannte Schauspieler, darunter Dan Blocker aus Bonanza und Burt Reynolds, der damals in Rauchende Colts mitwirkte, hatten Gastauftritte im Park. Reynolds und Coward schlossen Freundschaft.
1970, als die Dreharbeiten zum Film Beim Sterben ist jeder der Erste in Rabun County, Georgia, begannen, erwähnte Blocker gegenüber den Produzenten, dass Coward ideal für eine Rolle in dem Film wäre; sie konnten ihn nicht ausfindig machen und schrieben seinen Namen als „Cowboy Coward“ auf eine potentielle Besetzungstafel. Reynolds sah diese und rief Coward an, um ihn für die Rolle zu rekrutieren. Er überzeugte die Produzenten, indem er sagte: „[…] er kann nicht schreiben oder so, aber ich sage Ihnen, wenn wir ihn bekommen, haben wir etwas Besonderes. Ich bringe ihn her. Sein Name ist Cowboy, und er wird einfach mit Ihnen reden, und Sie werden sehen, ob er Ihnen gefällt.“ Coward wurde als ‚Toothless Man‘ besetzt, einer der beiden sadistischen Bergmänner, denen Reynolds und die anderen Figuren des Films in den Wäldern begegnen. Wie die anderen Darsteller des Films führte Coward seine eigenen Stunts aus: unter anderem ließ er sich von einer Klippe in einen Fluss hinab. Nach der Veröffentlichung des Films wurde er für seinen oft wiederholten Satz „He got a real purty mouth, ain’t he?“ berühmt. Cowards Auftritt und sein Aussehen in Beim Sterben ist jeder der Erste inspirierten andere Medien; insbesondere die Hauptfigur im Primus-Video „My Name Is Mud“, die ebenfalls auf Textstellen des Films zurückgreift.
Nach seiner Rolle im Film arbeitete Coward 27 Jahre lang in einer BASF-Fabrik in Asheville, North Carolina.
Im Jahr 2007 trat er in dem Film Ghost Town: The Movie von Dean Teaster auf, an dessen Produktion er beteiligt war. 2013 war er in der Fernsehserie Hillbilly Blood zu sehen. Cowboy Coward war zudem 2021 in einer Folge der Discovery-Channel-Show Moonshiners zu sehen; darin spielte er den Verwalter des verlassenen Vergnügungsparks „Ghost Town“ und zwei der „Moonshiner“ treffen sich mit ihm, um ihn zu fragen, ob sie ihren illegalen Whiskey in der verlassenen Stadt verstecken können, um ihn reifen zu lassen.
Im deutschen Sprachraum wurde Coward unter anderem von Hartmut Neugebauer synchronisiert.

## Filmografie (Auswahl)
- 1972: Beim Sterben ist jeder der Erste
- 2007: Ghost Town: The Movie
- 2013: Hillbilly Blood (Fernsehserie)
- 2021: Moonshiners (Show)